# قلعة دورهام
قلعة دورهام (بالإنجليزية: Durham Castle)‏ هي قلعة نورمانية في مدينة دورهام، إنجلترا والتي كلها منذ عام 1840 بملكية جامعة دورهام، الجامعة مفتوحة للجمهور العام للزيارة ولكن فقط بمرافقة مرشد سياحي، وذلك لأنها تستعمل كمبنى للعمل ومكان إقامة لأكثر من 100 طالب جامعي. القلعة تقع على قمة تلة تقع فوق نهر الوير في شبه جزيرة دورهام مقابل كاتدرائية دورهام.

## وصلات خارجية
- University College, Durham (Durham Castle) website